# Diederik VIII van Kleef
Diederik VIII van Kleef (circa 1256/1257 - 4 oktober 1305) was van 1275 tot aan zijn dood graaf van Kleef. Hij behoorde tot het huis Kleef.

## Levensloop
Diederik VIII was de oudste zoon van graaf Diederik VII van Kleef uit diens huwelijk met Aleidis van Heinsberg. In 1275 volgde hij zijn overleden vader op als graaf van Kleef.
Hij voerde een vreedzame politiek en hield zich bijvoorbeeld afzijdig in de Limburgse Successieoorlog en de Slag bij Woeringen. Ook onderhield hij nauwe relaties met de Rooms-Duitse koningen, door wie hij als een familiale raadgever werd beschouwd. Op territoriaal vlak kon Diederik belangrijke successen boeken, zo verwierf hij bij zijn tweede huwelijk in 1290 Duisburg als bruidsschat en werd Kranenburg verheven tot rijksleen. Bovendien verwierf hij in 1298 het Land van Linn, dat voordien in handen was van zijn broer Diederik Luf II. Verder zette hij vastbesloten de vestiging van mensen in zijn graafschap voort.
Graaf Diederik VIII van Kleef stierf in 1305 en werd bijgezet in de kloosterkerk van Bedburg.

## Huwelijken en nakomelingen
Zijn eerste echtgenote Margaretha (overleden voor 1307) was een dochter van graaf Otto II van Gelre. Ze kregen minstens drie kinderen:
- Otto (1278-1310), graaf van Kleef
- Catharina, zuster in het Klooster 's-Gravendaal
- Adelheid (overleden na 1320), huwde in 1304 met graaf Hendrik IV van Waldeck

In 1290 hertrouwde hij met Margaretha (overleden rond 1333), naast een dochter van graaf Everhard I van Kyrburg ook een familielid van de Rooms-Duitse koningen Rudolf I en Albrecht I. Uit hun huwelijk zijn acht kinderen bekend:
- Diederik IX (1291-1347), graaf van Kleef
- Jan (overleden in 1368), graaf van Kleef
- Everhard
- Irmgard (overleden na 1350), huwde in 1316 met heer Gerard I van Horne
- Agnes (overleden in 1361), huwde in 1312 met graaf Adolf VI van Berg
- Maria (overleden in 1347), zuster in het klooster van Bedburg
- Anna (overleden in 1378), huwde met graaf Godfried IV van Arnsberg
- Margaretha (overleden na 1325), huwde in 1309 met graaf Hendrik van Lodi

Ook is bekend dat Diederik VIII een buitenechtelijke zoon had:
- Johann von Hiesfeld (overleden in 1350), deken van de Dom van Xanten.